# ЗІС-110
ЗІС-110 — легковий автомобіль вищого (представницького) класу. Його виробництво почалося в 1945 році, змінивши на конвеєрі ЗІС-101, і закінчилося в 1958 році, коли його, у свою чергу, замінив ЗІЛ-111. Схожий (можливо копiя) на Packard 180 (США), який, проте, ніколи не використовувався як ВІП.
Всього випущено 2072 екземпляри всіх модифікацій.

## Технічні характеристики

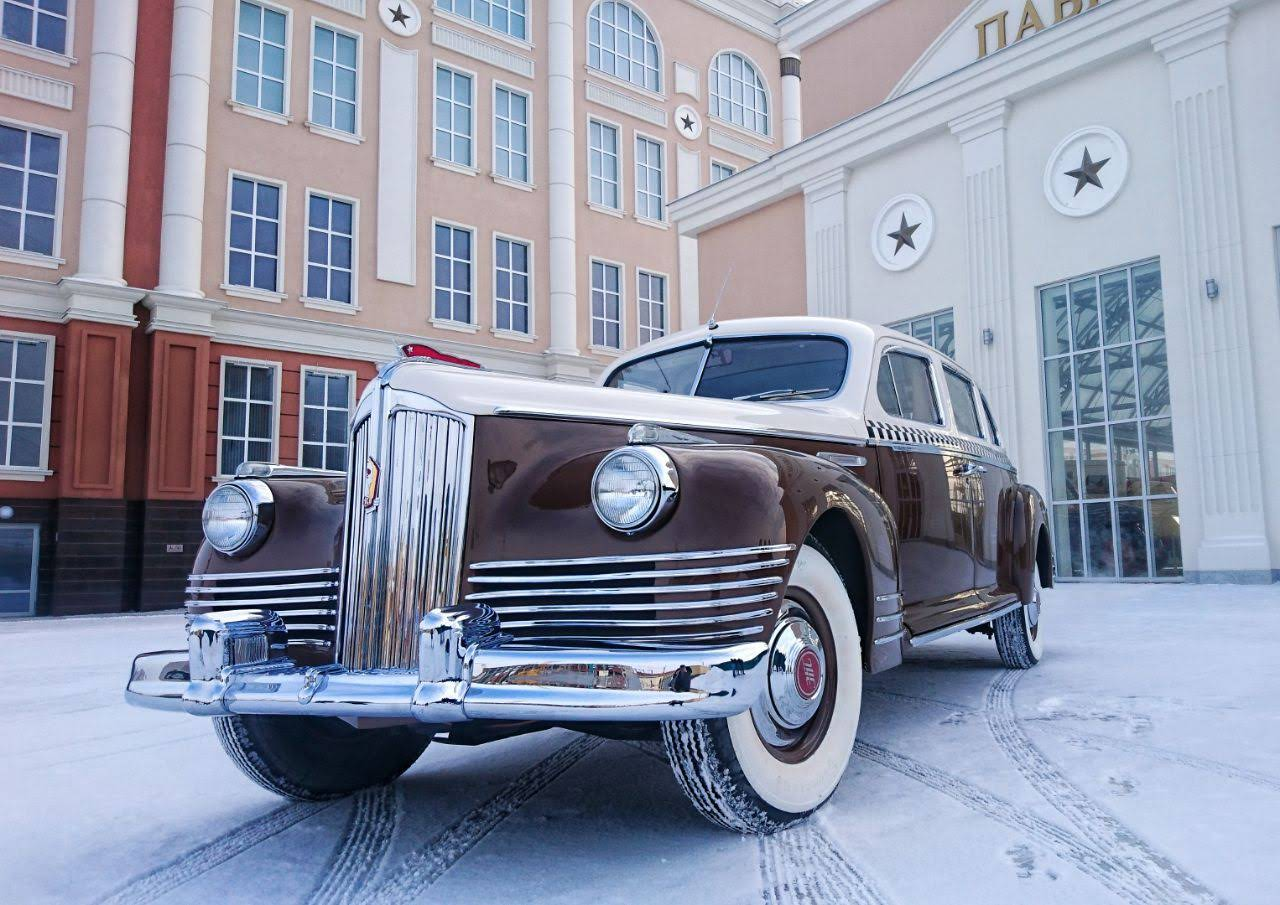
ЗІС-110 «Таксi»

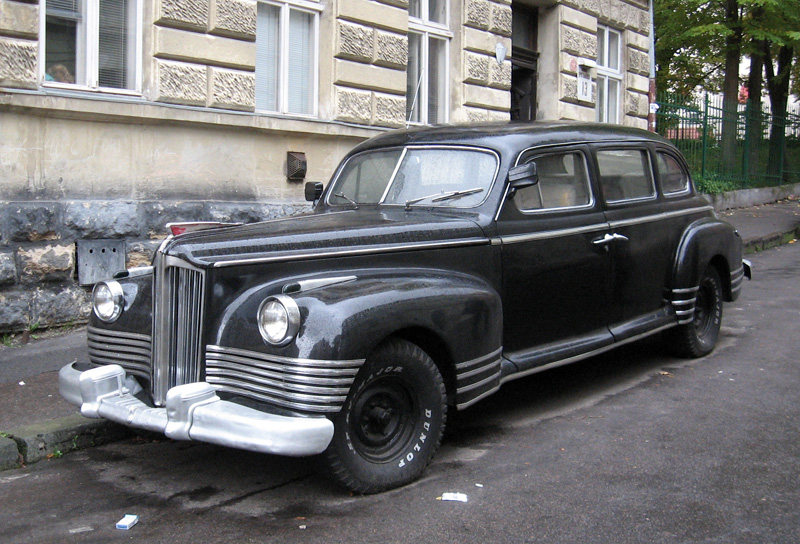
ЗІС-110 у Львові

| Технічні характеристики       | Технічні характеристики                         |
| ----------------------------- | ----------------------------------------------- |
| Двигун                        | Бензиновий                                      |
| Тип двигуна                   | карбюраторний, чотиритактний, восьмициліндровий |
| Марка двигуна                 | ЗІС-110                                         |
| Циліндри / Клапани            | Р8 / 16                                         |
| Об'єм                         | 6002 см3                                        |
| Хід поршня / Діаметр циліндра | 108 / 90 мм                                     |
| Ступінь стиску                | 6,85                                            |
| Система живлення              | карбюратор                                      |
| Охолодження                   | рідинне                                         |
| Потужність                    | 140 к.с. (103 кВт) при 3600 об/хв               |
| Крутний момент                | 392 Нм при 2000 об/хв                           |
| Трансмісія                    | 3-ст. МКПП                                      |
| Макс. швидкість               | 140 км/год                                      |

## Модифікації

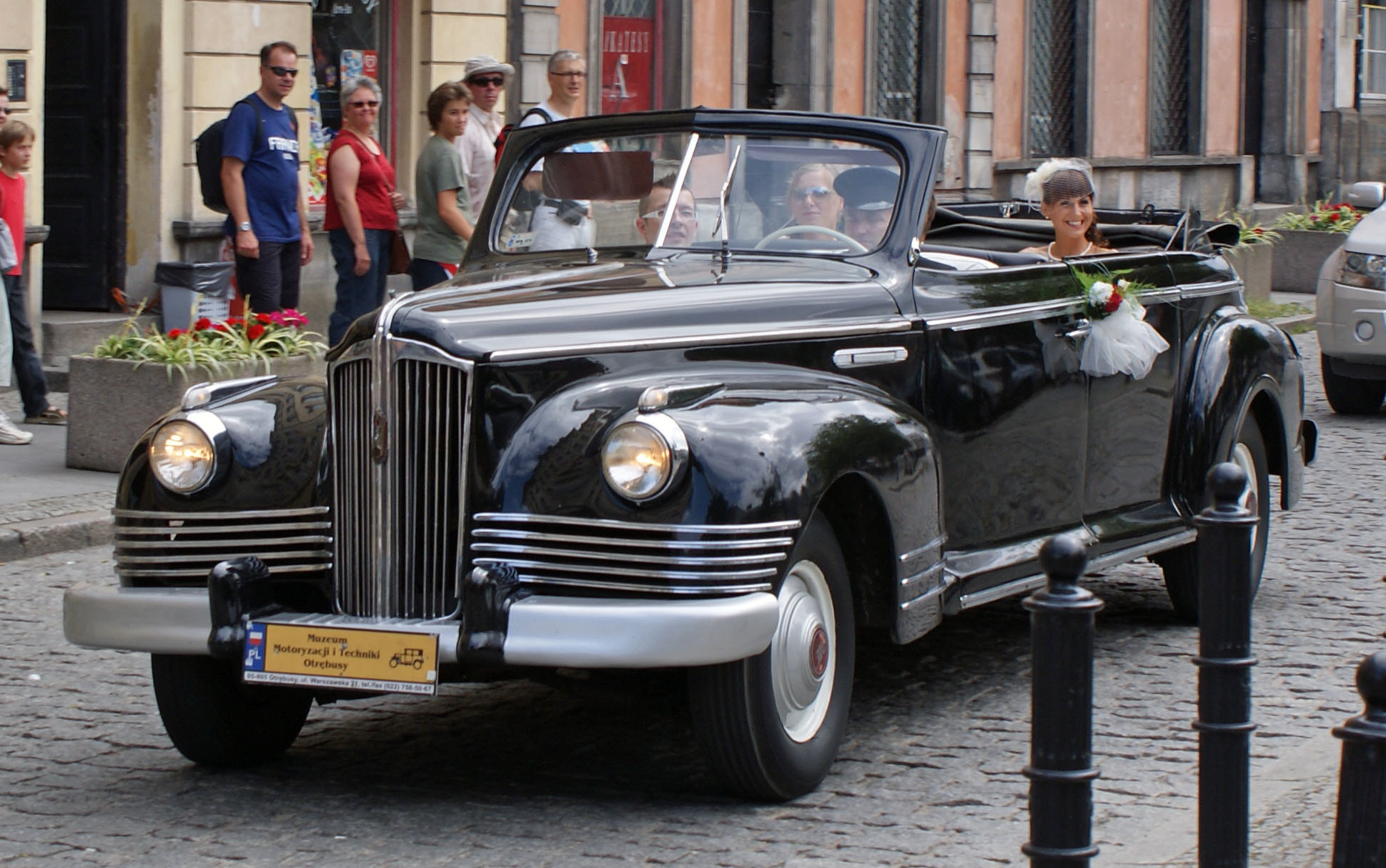
ЗІС-110Б (1949—1957)

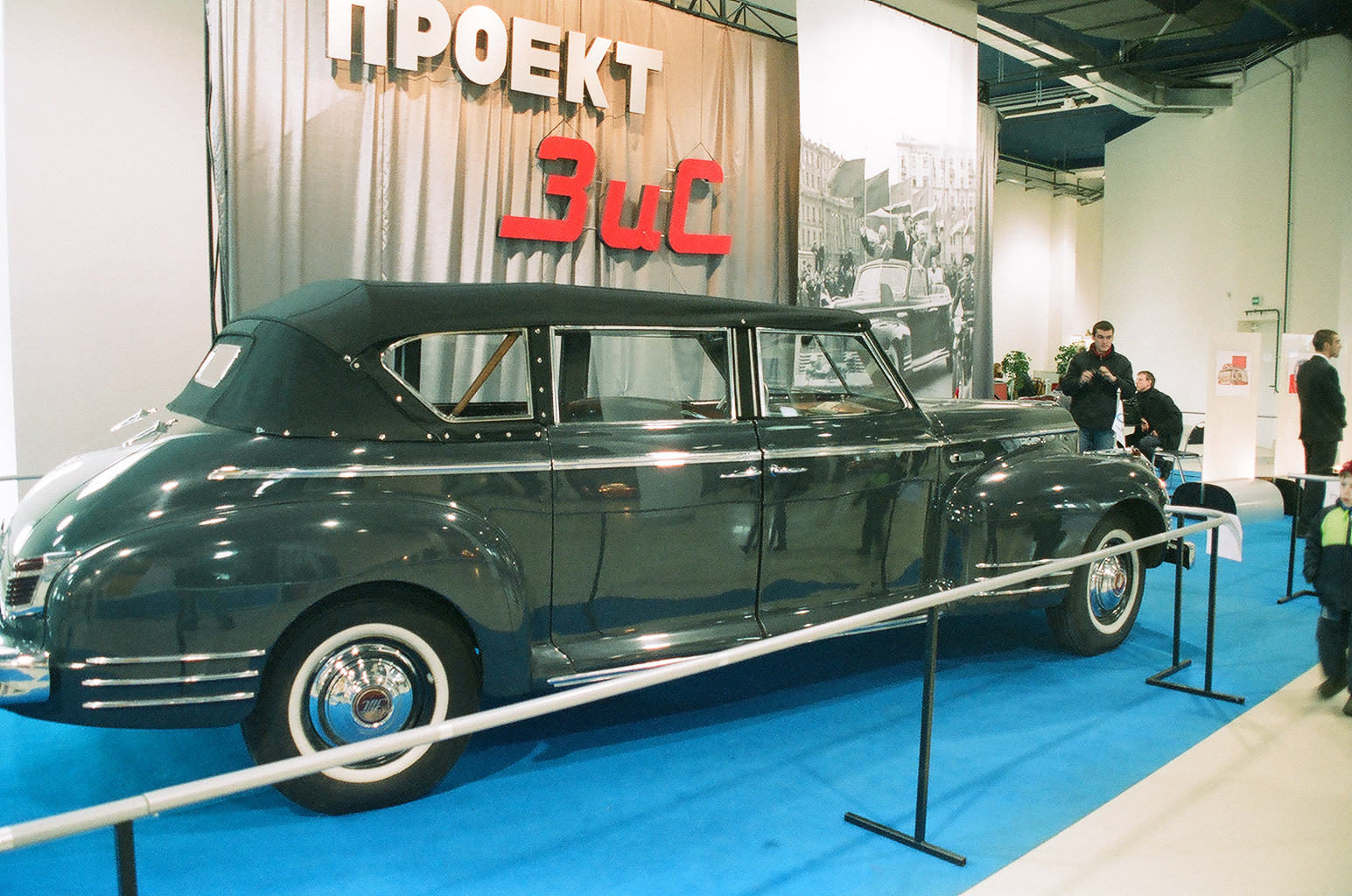
ЗІС-110В

На базі ЗІС-110 було створено кілька модифікацій:

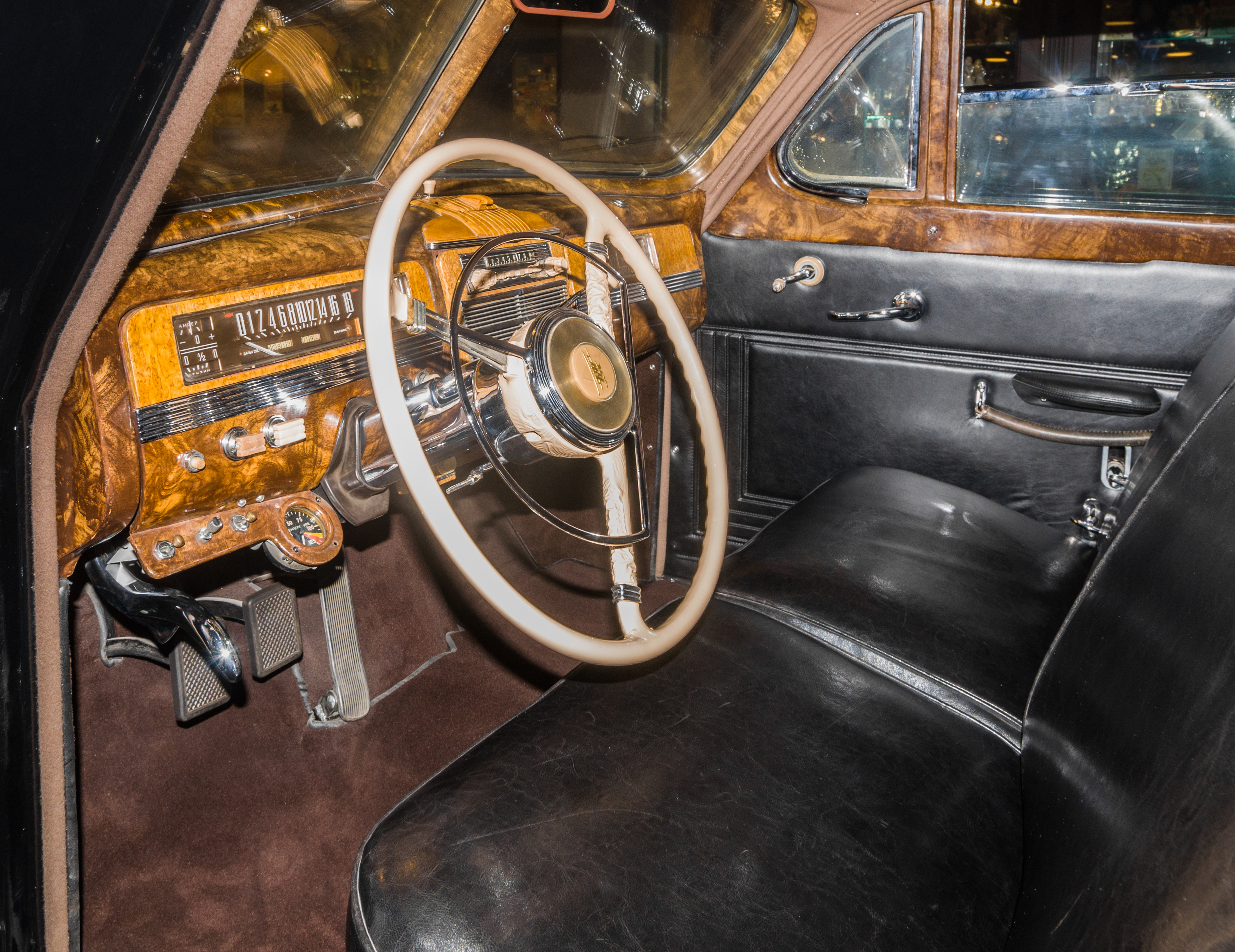

- ЗІС-110А — автомобіль швидкої медичної допомоги,
- ЗІС-110Б — фаетон зі складним матерчатим дахом, випускався з 1949 по 1957 рік,
- ЗІС-110В — кабріолет зі складним електричним тентом і склом, яке опусклось разом з рамками, побудований в 3 примірниках
- ЗІС-115 — автомобіль з бронезахистом,
- ЗІС-110Ш — експериментальний повнопривідний автомобіль. Було створено 4 примірники: 2 на шасі Dodge WC51 і 2 на базі вітчизняних агрегатів. Згодом всі 4 машини були знищені, давши початок моделі 110П.[1]
- ЗІС-110П — повнопривідний автомобіль.
- ЗІС-110Ш — штабний автомобіль,
- ЗІС-110І — пізня модифікація з двигуном і коробкою-автоматом від ГАЗ-13. Перероблявся на ремонтних базах згідно з офіційно поширюваною інструкцією з заводу ЗІЛ.

## В ігровій і сувенірній індустрії
ЗіС-110 і ЗіС-110А «Швидка Допомога» в масштабі 1/43 випускались майстернями «Херсон-моделс», «Російський варіант», AD Hand-Models Built. Крім того, «Російський варіант» випускав моделі «таксі», «кінознімальна» і ЗіС-115 з фігуркою Сталіна, а AD Hand-Models Built — «таксі» і катафалк. Пізніше з'явилась модель ЗіС-110 від фірми Spark, з якої часто умільці робили конверсії фаетона ЗіС-110Б і кабріолета ЗіС-110В. ЗіС-110Б випускався майстернями «Російський варіант» і «Херсон-Моделс», а ЗіС-110В — AD Hand-Models Built.
А також, в рамках журнальної серії «Автолегенди СРСР» вийшов ЗіС-110 чорного кольору і фаетон ЗіС-110Б сірого кольору.
В рамках проекту «Наша автоіндустрія» вийшов ЗіС-110 чорного і темно-оливкового кольорів.